# 미룡역
미룡역(美龍驛)은 경북선의 역이었으나 1998년 1월 1일 여객취급이 중단되었으며, 2001년 공식 폐역되었다. 역사는 민가 형태로 되어 있으며, 현재도 남아있다.

## 연혁
- 1967년 6월 1일 : 임시승강장 등급으로 소룡리역(小龍里驛) 영업 개시[1]
- 1967년 10월 26일 : 미룡역(美龍驛)으로 개칭[2]
- 1971년 11월 11일 : 무배치간이역으로 승격[3]
- 1972년 7월 2일 : 을종승차권대매소로 지정
- 1984년 10월 11일 : 을종승차권대매소 해제
- 1998년 1월 1일 : 여객 취급 중지
- 2001년 7월 1일 : 폐지[4]

## 참고 문헌
1. ↑  대한민국관보 철도청 고시 제332호 (1967.05.31)
2. ↑  대한민국관보 철도청 고시 제372호 (1967.10.26)
3. ↑  대한민국관보 철도청 고시 제50호 (1971.11.01)
4. ↑  대한민국관보 철도청 고시 제2001-22호 (2001.06.27)